# 4541 Mizuno
4541 Mizuno este un asteroid din centura principală, descoperit pe 1 noiembrie 1989, de Kenzō Suzuki și Toshimasa Furuta.